# Archambault A40RC
Archambault A40RC es una clase de monotipos de regata diseñados por Joubert Nivelt Design, la empresa de diseño de barcos de Michel Joubert y Bernard Nivelt, para Archambault Boats, y construidos en el astillero BG Race de Saint-Malo entre 2003 y 2017.
Se trata de un yate específicamente diseñado para competir con coeficientes de rating International Rating Certificate (IRC).
Está construido principalmente en plástico reforzado con vidrio, con el casco de policloruro de vinilo, mástil de polímero reforzado con fibra de carbono y dos ruedas de timón de titanio. 
Lleva un Motor diésel intraborda Nanni de 29 hp (22 kW).